# EHF Challenge Cup der Frauen 2005/06
Am EHF Challenge Cup 2005/06 nahmen 21 Handball-Vereinsmannschaften teil, die sich in der vorangegangenen Saison in ihren Heimatländern für den Wettbewerb qualifiziert hatten. Es war die 6. Austragung des Challenge Cups unter diesem Namen. Die Pokalspiele begannen am 30. September 2005, das Rückrundenfinale fand am 21. Mai 2006 statt. Titelverteidiger des EHF Challenge Cups war der deutsche Verein TSV Bayer 04 Leverkusen. Der Titelgewinner in der Saison war der rumänische Verein C.S. Rulmentul Brașov.

## 1. Runde
Es nahmen 8 Teams, die sich vorher für den Wettbewerb qualifiziert hatten, teil. Die Spiele fanden vom 30. September bis 2. Oktober 2005 statt.

### Qualifizierte Teams
| Gruppe A - MGA Handball Wien - GS Elpides Drama - PRO-Escalada Chișinău - Colégio de Gaia | Gruppe B - HRK Katarina Mostar - KH Vëllaznimi Gjakovë - RK Skopje - Trabzon Belediyespor |

### Gruppe A
Das Turnier der Gruppe A fand vom 30. September bis zum 2. Oktober in Wien, Österreich statt.
Der Tabellenerste qualifizierte sich für die 2. Runde. Der bessere Tabellenzweite aus Gruppe A und B qualifizierte sich ebenfalls für die 2. Runde. Die zwei Letzten schieden aus dem Turnier aus.
| Pl. | Mannschaft            | Sp. | S | U | N | T   | GT  | Diff | Pkt   |
| --- | --------------------- | --- | - | - | - | --- | --- | ---- | ----- |
| 1.  | GS Elpides Drama      | 3   | 3 | 0 | 0 | 114 | 66  | +48  | 6 : 0 |
| 2.  | Colégio de Gaia       | 3   | 2 | 0 | 1 | 92  | 87  | +5   | 4 : 2 |
| 3.  | MGA Handball Wien     | 3   | 1 | 0 | 2 | 82  | 88  | −6   | 2 : 4 |
| 4.  | PRO-Escalada Chișinău | 3   | 0 | 0 | 3 | 65  | 112 | −47  | 0 : 6 |

| 30. September 2005, 18:00 Uhr in Wien | 100 Zuschauer Spielbericht | Colégio de Gaia       | 34 : 22 (20 : 8)  | PRO-Escalada Chișinău |
| 30. September 2005, 20:00 Uhr in Wien | 300 Zuschauer Spielbericht | GS Elpides Drama      | 32 : 21 (16 : 9)  | MGA Handball Wien     |
| 1. Oktober 2005, 15:00 Uhr in Wien    | 100 Zuschauer Spielbericht | PRO-Escalada Chișinău | 21 : 42 (11 : 25) | GS Elpides Drama      |
| 1. Oktober 2005, 17:00 Uhr in Wien    | 200 Zuschauer Spielbericht | MGA Handball Wien     | 25 : 34 (11 : 16) | Colégio de Gaia       |
| 2. Oktober 2005, 09:00 Uhr in Wien    | 100 Zuschauer Spielbericht | GS Elpides Drama      | 40 : 24 (19 : 16) | Colégio de Gaia       |
| 2. Oktober 2005, 11:00 Uhr in Wien    | 100 Zuschauer Spielbericht | MGA Handball Wien     | 36 : 22 (13: 9)   | PRO-Escalada Chișinău |

### Gruppe B
Das Turnier der Gruppe B fand vom 30. September bis zum 2. Oktober in Mostar, Bosnien und Herzegowina statt.
Der Tabellenerste qualifizierte sich für die 2. Runde. Der bessere Tabellenzweite aus Gruppe A und B qualifizierte sich ebenfalls für die 2. Runde. Die zwei Letzten schieden aus dem Turnier aus.
| Pl. | Mannschaft            | Sp. | S | U | N | T   | GT  | Diff | Pkt   |
| --- | --------------------- | --- | - | - | - | --- | --- | ---- | ----- |
| 1.  | Trabzon Belediyespor  | 3   | 3 | 0 | 0 | 102 | 79  | +23  | 6 : 0 |
| 2.  | RK Skopje             | 3   | 2 | 0 | 1 | 82  | 77  | +5   | 4 : 2 |
| 3.  | HRK Katarina Mostar   | 3   | 1 | 0 | 2 | 86  | 79  | +7   | 2 : 4 |
| 4.  | KH Vëllaznimi Gjakovë | 3   | 0 | 0 | 3 | 70  | 105 | −35  | 0 : 6 |

| 30. September 2005, 18:00 Uhr in Mostar | 600 Zuschauer Spielbericht | RK Skopje             | 27 : 25 (15 : 11) | HRK Katarina Mostar   |
| 30. September 2005, 20:00 Uhr in Mostar | 0 Zuschauer Spielbericht   | Trabzon Belediyespor  | 41 : 27 (21 : 15) | KH Vëllaznimi Gjakovë |
| 1. Oktober 2005, 18:00 Uhr in Mostar    | 400 Zuschauer Spielbericht | KH Vëllaznimi Gjakovë | 22: 32 (7 : 16)   | RK Skopje             |
| 1. Oktober 2005, 20:00 Uhr in Mostar    | 600 Zuschauer Spielbericht | HRK Katarina Mostar   | 29 : 31 (15 : 19) | Trabzon Belediyespor  |
| 2. Oktober 2005, 18:00 Uhr in Mostar    | 300 Zuschauer Spielbericht | RK Skopje             | 23 : 30 (13 : 13) | Trabzon Belediyespor  |
| 2. Oktober 2005, 20:00 Uhr in Mostar    | 700 Zuschauer Spielbericht | HRK Katarina Mostar   | 32 : 21 (15 : 8)  | KH Vëllaznimi Gjakovë |

## 2. Runde
Es nahmen die 2 Gruppensieger sowie der beste Gruppenzweite der ersten Runde und 13 Teams, die sich vorher für den Wettbewerb qualifiziert hatten, teil. Die Spiele fanden vom 7. bis 15. Januar 2006 statt.

### Qualifizierte Teams
| - Sportlights Korneuburg - ABU Baku - ŽRK Borac Banja Luka - RK Lipovac Vranjić - Panellinios Lefkosias - S.A. Mérignacais HB - GS Elpides Drama (Quali 1. Runde) - HC Athinaikos Athen | - Dossobuono Vigasio - CS Madeira - Colégio de Gaia (Quali 1. Runde) - C.S. Rulmentul Braşov - LC Brühl Handball - Trabzon Belediyespor (Quali 1. Runde) - Üsküdar B. S. K. Istanbul - HK Dniprjanka Cherson |

### Ausgeloste Spiele & Ergebnisse
| Mannschaft 1          | Mannschaft 2              | Hinspiel                  | Rückspiel                       | Gesamt  |
| --------------------- | ------------------------- | ------------------------- | ------------------------------- | ------- |
| Trabzon Belediyespor  | Üsküdar B. S. K. Istanbul | 07.01.06                  | 15.01.06                        | 63 : 55 |
| Trabzon Belediyespor  | Üsküdar B. S. K. Istanbul | 37 : 19 (17 : 12)         | 26 : 36 (14 : 18)               | 63 : 55 |
| Trabzon Belediyespor  | Üsküdar B. S. K. Istanbul | Trabzon 900 Zuschauer     | Istanbul 700 Zuschauer          | 63 : 55 |
| C.S. Rulmentul Braşov | Panellinios Lefkosias     | 07.01.06                  | 14.01.06                        | 90 : 26 |
| C.S. Rulmentul Braşov | Panellinios Lefkosias     | 50 : 9 (24 : 3)           | 40 : 17 (19 : 8)                | 90 : 26 |
| C.S. Rulmentul Braşov | Panellinios Lefkosias     | Braşov 2800 Zuschauer     | Nicosia 200 Zuschauer           | 90 : 26 |
| ABU Baku              | Dossobuono Vigasio        | 07.01.06                  | 14.01.06                        | 69 : 62 |
| ABU Baku              | Dossobuono Vigasio        | 36 : 26 (19 : 12)         | 33 : 36 (18 : 18)               | 69 : 62 |
| ABU Baku              | Dossobuono Vigasio        | Baku 800 Zuschauer        | Dossobuono 300 Zuschauer        | 69 : 62 |
| ŽRK Borac Banja Luka  | S.A. Mérignacais HB       | 08.01.06                  | 15.01.06                        | 46 : 67 |
| ŽRK Borac Banja Luka  | S.A. Mérignacais HB       | 21 : 27 (8 : 14)          | 25 : 40 (9 : 21)                | 46 : 67 |
| ŽRK Borac Banja Luka  | S.A. Mérignacais HB       | Banja Luka 1200 Zuschauer | Bordeaux 1200 Zuschauer         | 46 : 67 |
| CS Madeira            | Colégio de Gaia           | 07.01.06                  | 14.01.06                        | 40 : 53 |
| CS Madeira            | Colégio de Gaia           | 16 : 24 (8 : 11)          | 24 : 29 (9 : 15)                | 40 : 53 |
| CS Madeira            | Colégio de Gaia           | Madeira 200 Zuschauer     | Vila Nova de Gaia 200 Zuschauer | 40 : 53 |
| LC Brühl Handball     | RK Lipovac Vranjić        | 14.01.06                  | 15.01.06                        | 54 : 40 |
| LC Brühl Handball     | RK Lipovac Vranjić        | 29 : 16 (12 : 7)          | 25 : 24 (13 : 16)               | 54 : 40 |
| LC Brühl Handball     | RK Lipovac Vranjić        | St. Gallen 500 Zuschauer  | St. Gallen 500 Zuschauer        | 54 : 40 |
| GS Elpides Drama      | HC Athinaikos Athen       | 14.01.06                  | 15.01.06                        | 58 : 65 |
| GS Elpides Drama      | HC Athinaikos Athen       | 33 : 34 (16 : 20)         | 25 : 31 (11 : 17)               | 58 : 65 |
| GS Elpides Drama      | HC Athinaikos Athen       | Athen 100 Zuschauer       | Athen 100 Zuschauer             | 58 : 65 |
| HK Dniprjanka Cherson | Sportlights Korneuburg    | 14.01.06                  | 15.01.06                        | 61 : 40 |
| HK Dniprjanka Cherson | Sportlights Korneuburg    | 32 : 23 (14 : 12)         | 29 : 17 (15 : 10)               | 61 : 40 |
| HK Dniprjanka Cherson | Sportlights Korneuburg    | Korneuburg 100 Zuschauer  | Korneuburg 100 Zuschauer        | 61 : 40 |

## Achtelfinale
Es nahmen die 8 Sieger der 2. Runde sowie 8 Teams, die sich vorher für den Wettbewerb qualifiziert hatten, teil. Die Spiele fanden vom 10. bis 19. Februar 2006 statt.

### Qualifizierte Teams
| - ABU Baku - ŽRK Split Kaltenberg (Freilos) - Cercle Dijon Bourgogne (Freilos) - S.A. Mérignacais HB - Buxtehuder SV (Freilos) - HC Athinaikos Athen - Valur Reykjavík (Freilos) - HC Teramo 2002 (Freilos) | - ŽRK Olimpik Skopje (Freilos) - Colégio de Gaia - C.S. Rulmentul Braşov - C.S. Tomis Constanţa (Freilos) - LC Brühl Handball - Trabzon Belediyespor - HK Dniprjanka Cherson - Podatkowa Akademia Irpin (Freilos) |

### Ausgeloste Spiele & Ergebnisse
| Mannschaft 1           | Mannschaft 2             | Hinspiel                        | Rückspiel                       | Gesamt  |
| ---------------------- | ------------------------ | ------------------------------- | ------------------------------- | ------- |
| HC Teramo 2002         | Colégio de Gaia          | 17.02.06                        | 18.02.06                        | 48 : 52 |
| HC Teramo 2002         | Colégio de Gaia          | 32 : 19 (13 : 13)               | 30 : 28 (17 : 15)               | 48 : 52 |
| HC Teramo 2002         | Colégio de Gaia          | Vila Nova de Gaia 400 Zuschauer | Vila Nova de Gaia 400 Zuschauer | 48 : 52 |
| ŽRK Split Kaltenberg   | HK Dniprjanka Cherson    | 18.02.06                        | 19.02.06                        | 53 : 47 |
| ŽRK Split Kaltenberg   | HK Dniprjanka Cherson    | 28 : 20 (12 : 9)                | 25 : 27 (11 : 8)                | 53 : 47 |
| ŽRK Split Kaltenberg   | HK Dniprjanka Cherson    | Split 600 Zuschauer             | Split 300 Zuschauer             | 53 : 47 |
| HC Athinaikos Athen    | Valur Reykjavík          | 10.02.06                        | 11.02.06                        | 55 : 61 |
| HC Athinaikos Athen    | Valur Reykjavík          | 26 : 24 (14 : 9)                | 29 : 37 (14 : 19)               | 55 : 61 |
| HC Athinaikos Athen    | Valur Reykjavík          | Athen 200 Zuschauer             | Athen 100 Zuschauer             | 55 : 61 |
| Cercle Dijon Bourgogne | Trabzon Belediyespor     | 10.02.06                        | 12.02.06                        | 72 : 46 |
| Cercle Dijon Bourgogne | Trabzon Belediyespor     | 39 : 21 (15 : 9)                | 33 : 25 (19 : 12)               | 72 : 46 |
| Cercle Dijon Bourgogne | Trabzon Belediyespor     | Dijon 1000 Zuschauer            | Dijon 1500 Zuschauer            | 72 : 46 |
| C.S. Rulmentul Braşov  | Podatkowa Akademia Irpin | 11.02.06                        | 12.02.06                        | 87 : 43 |
| C.S. Rulmentul Braşov  | Podatkowa Akademia Irpin | 42 : 24 (22 : 11)               | 45 : 19 (22 : 9)                | 87 : 43 |
| C.S. Rulmentul Braşov  | Podatkowa Akademia Irpin | Braşov 2400 Zuschauer           | Braşov 2200 Zuschauer           | 87 : 43 |
| ABU Baku               | C.S. Tomis Constanţa     | 18.02.06                        | 19.02.06                        | 53 : 53 |
| ABU Baku               | C.S. Tomis Constanţa     | 30 : 25 (12 : 11)               | 23 : 28 (13 : 13)               | 53 : 53 |
| ABU Baku               | C.S. Tomis Constanţa     | Baku 1000 Zuschauer             | Baku 1000 Zuschauer             | 53 : 53 |
| Buxtehuder SV          | S.A. Mérignacais HB      | 11.02.06                        | 19.02.06                        | 56 : 58 |
| Buxtehuder SV          | S.A. Mérignacais HB      | 30 : 26 (14 : 12)               | 26 : 32 (9 : 15)                | 56 : 58 |
| Buxtehuder SV          | S.A. Mérignacais HB      | Buxtehude 1400 Zuschauer        | Bordeaux 2000 Zuschauer         | 56 : 58 |
| LC Brühl Handball      | ŽRK Olimpik Skopje       | 11.02.06                        | 12.02.06                        | 47 : 36 |
| LC Brühl Handball      | ŽRK Olimpik Skopje       | 28 : 17 (14 : 9)                | 19 : 19 (8 : 10)                | 47 : 36 |
| LC Brühl Handball      | ŽRK Olimpik Skopje       | St. Gallen 300 Zuschauer        | St. Gallen 300 Zuschauer        | 47 : 36 |

## Viertelfinale
Es nahmen die 8 Sieger des Achtelfinales teil. Die Spiele fanden vom 10. – 19. März 2006 statt.

### Qualifizierte Teams
| - ŽRK Split Kaltenberg - Cercle Dijon Bourgogne - S.A. Mérignacais HB - Valur Reykjavík | - HC Teramo 2002 - C.S. Rulmentul Brașov - C.S. Tomis Constanța - LC Brühl Handball |

### Ausgeloste Spiele & Ergebnisse
| Mannschaft 1          | Mannschaft 2           | Hinspiel                 | Rückspiel                | Gesamt  |
| --------------------- | ---------------------- | ------------------------ | ------------------------ | ------- |
| C.S. Rulmentul Brașov | Cercle Dijon Bourgogne | 11.03.06                 | 19.03.06                 | 50 : 38 |
| C.S. Rulmentul Brașov | Cercle Dijon Bourgogne | 32 : 19 (17 : 11)        | 18 : 19 (7 : 10)         | 50 : 38 |
| C.S. Rulmentul Brașov | Cercle Dijon Bourgogne | Brașov 2100 Zuschauer    | Dijon 1500 Zuschauer     | 50 : 38 |
| Valur Reykjavík       | LC Brühl Handball      | 10.03.06                 | 11.03.06                 | 57 : 48 |
| Valur Reykjavík       | LC Brühl Handball      | 25 : 21 (13 : 7)         | 32 : 27 (15 : 10)        | 57 : 48 |
| Valur Reykjavík       | LC Brühl Handball      | Reykjavík 100 Zuschauer  | Reykjavík 300 Zuschauer  | 57 : 48 |
| C.S. Tomis Constanța  | ŽRK Split Kaltenberg   | 18.03.06                 | 19.03.06                 | 57 : 42 |
| C.S. Tomis Constanța  | ŽRK Split Kaltenberg   | 29 : 22 (16 : 11)        | 28 : 20 (15 : 10)        | 57 : 42 |
| C.S. Tomis Constanța  | ŽRK Split Kaltenberg   | Konstanza 1300 Zuschauer | Konstanza 1400 Zuschauer | 57 : 42 |
| S.A. Mérignacais HB   | HC Teramo 2002         | 12.03.06                 | 18.03.06                 | 62 : 49 |
| S.A. Mérignacais HB   | HC Teramo 2002         | 32 : 24 (17 : 12)        | 30 : 25 (14 : 13)        | 62 : 49 |
| S.A. Mérignacais HB   | HC Teramo 2002         | Bordeaux 2400 Zuschauer  | Teramo 500 Zuschauer     | 62 : 49 |

## Halbfinale
Es nahmen die 4 Sieger aus dem Viertelfinale teil. Die Spiele fanden vom 15. bis 23. April 2006 statt.

### Qualifizierte Teams
| - S.A. Mérignacais HB - Valur Reykjavík | - C.S. Rulmentul Brașov - C.S. Tomis Constanța |

### Ausgeloste Spiele & Ergebnisse
| Mannschaft 1          | Mannschaft 2        | Hinspiel                 | Rückspiel               | Gesamt  |
| --------------------- | ------------------- | ------------------------ | ----------------------- | ------- |
| C.S. Tomis Constanța  | Valur Reykjavík     | 16.04.06                 | 23.04.06                | 65 : 60 |
| C.S. Tomis Constanța  | Valur Reykjavík     | 37 : 25 (21 : 8)         | 28 : 35 (13 : 20)       | 65 : 60 |
| C.S. Tomis Constanța  | Valur Reykjavík     | Konstanza 1000 Zuschauer | Reykjavík 700 Zuschauer | 65 : 60 |
| C.S. Rulmentul Brașov | S.A. Mérignacais HB | 15.04.06                 | 23.04.06                | 48 : 47 |
| C.S. Rulmentul Brașov | S.A. Mérignacais HB | 23 : 25 (13 : 12)        | 25 : 22 (11 : 8)        | 48 : 47 |
| C.S. Rulmentul Brașov | S.A. Mérignacais HB | Brașov 1800 Zuschauer    | Bordeaux 2500 Zuschauer | 48 : 47 |

## Finale
Es nahmen die 2 Sieger aus dem Halbfinale teil. Das Hinspiel fand am 14. Mai 2006 statt. Das Rückspiel fand am 21. Mai 2006 statt.

### Qualifizierte Teams
| - C.S. Rulmentul Brașov | - C.S. Tomis Constanța |

### Ausgeloste Spiele & Ergebnisse
| Mannschaft 1          | Mannschaft 2         | Hinspiel              | Rückspiel                | Gesamt  |
| --------------------- | -------------------- | --------------------- | ------------------------ | ------- |
| C.S. Rulmentul Brașov | C.S. Tomis Constanța | 15.05.06              | 22.05.06                 | 55 : 46 |
| C.S. Rulmentul Brașov | C.S. Tomis Constanța | 30 : 22 (14 : 10)     | 25 : 24 (14 : 11)        | 55 : 46 |
| C.S. Rulmentul Brașov | C.S. Tomis Constanța | Brașov 1800 Zuschauer | Konstanza 1100 Zuschauer | 55 : 46 |